# くらわんか花火大会
くらわんか花火大会（くらわんかはなびたいかい）は、かつて大阪府枚方市の淀川河川公園で開催されていた花火大会である。
1976年に開催されたのが始まりである。毎年8月下旬に開催されていた。
1999年より開催地をくずはゴルフ場から枚方市駅向かいの淀川左岸より淀川河川公園に開催場所を移転した。しかし、財政難などから2003年の大会で中止した。
なお、2022年より水都くらわんか花火大会が開催されることが決まっているが、同花火大会はこの花火大会とは関連性はない。また、枚方市のみが関与していたこの花火大会とは異なり、主催者および会場に高槻市が加わっている。